# Церковь Казанской иконы Божией Матери (Устюжна)
Це́рковь Каза́нской ико́ны Бо́жией Ма́тери — православный храм в Устюжне, Вологодская область, видный образец строгановского барокко. Ансамбль церкви, состоящий из собственно храма с двумя приделами и шатровой колокольни, охраняется государством как памятник архитектуры и входит в список объектов культурного наследия федерального значения. Помимо архитектуры, церковь интересна росписями интерьеров, созданными ярославскими мастерами под руководством братьев Шустовых на стыке древнерусской живописной традиции и живописи барокко.
Церковь построена в 1694 году на средства Григория Строганова, который, по легенде, тяжело заболел, находясь в Устюжне, и выздоровел после молитвы явленной иконе Казанской Божией Матери. Первоначально храм имел один придел во имя Великомученицы Екатерины, не имел колокольни и интерьерных росписей, но в дальнейшем дополнялся: в 1750-х годах интерьеры храма были украшены фресками, в 1760-х рядом построили шатровую колокольню, аналогичную пристроенной к Рождество-Богородицкому собору, а в 1850-х годах был построен придел во имя Антипы Пергамского. При советской власти храм закрывался лишь на шесть лет, после чего был возвращён верующим и действует по сей день.

## История
Первая церковь «на всполье» упоминается в документах за 1547 год. Это был деревянный «клетцкий» храм Рождества Христова, построенный самими прихожанами. К XVII веку упоминания этого храма отсутствуют — вероятнее всего, он был разобран по ветхости и заменён часовней. В 1647 году произошло явление иконы Казанской Божией матери устюженскому юродивому Афанасию по прозвищу «Железный посох»; в честь этого события на средства горожанина Михаила Семёнова Олончанина был построен храм Явления иконы Казанской Богоматери, также деревянный. Просуществовал он недолго — в 1660 году в церковь ударила молния, возник пожар, и постройка сгорела дотла, но имущество, в том числе явленную икону, удалось спасти. В 1675 году митрополит новгородский Корнилий выдал благословенную грамоту на постройку двух кладбищенских церквей на том же месте: холодной во имя Преполовения Пятидесятницы с приделом во имя Казанской иконы Божией Матери, и тёплой во имя царевича Дмитрия. Обе церкви были деревянными и не имели прихода.
Согласно преданию, в конце царствования Алексея Михайловича, в возрасте примерно 20 лет, находясь в Устюжне, Григорий Строганов тяжело заболел, но излечился, обратившись с молитвой к явленной иконе Казанской Богоматери. После этого он дал обет возвести в честь иконы новый каменный храм. В 1694 году на средства Григория Строганова, который вёл дела в том числе в Устюженском уезде, была построена каменная церковь с приделом Великомученицы Екатерины с левой (северной) стороны. Старые же деревянные церкви были проданы Троицкому и Васильевскому приходам Устюжны и установлены на их территории вместо храмов, утраченных ещё в ходе польской интервенции. Вдобавок Строганов пожаловал причту церкви пахотные земли и покосы в окрестностях города.
С 1 (12) июля 1756 по 26 августа (6 сентября) 1757 года коллективом 12 ярославских мастеров под руководством братьев Ивана и Афанасия Андреевых Шустовых на средства устюженского помещика Василия Фёдоровича Козлянинова в церкви проводилась роспись интерьеров, о чём в арке прохода в северный придел сохранилась надпись; а в 1764—1767 годах под руководством мастера Петра Белавина при церкви построили шатровую колокольню, сходную по стилю с колокольней Рождество-Богородицкого собора. К середине XIX века вокруг храма сформировалось кладбище, вокруг которого была выстроена ограда, а к церкви в 1850-е годы был пристроен правый (южный) придел во имя Священномученика Антипия в стиле, аналогичном стилю всего комплекса, но не имеющий интерьерных росписей. Вдобавок ранее открытое крыльцо западного фасада было перекрыто пристроенной папертью с кладовыми. При этом три существовавших оконных проёма были переделаны в сводчатые проходы путём демонтажа подоконных стенок и растёски проёмов до очертаний внутренних откосов. Демонтированные же в местах пристройки новых частей здания элементы белокаменного декора — перенесены на новые фасады. В 1899 году фрески в интерьерах храма были отреставрированы художниками В. П. Китаевым, А. И. Кобыличным и С. Ф. Чуприненко на средства городского головы Николая Ивановича Поздеева, занимавшего пост старосты церкви.

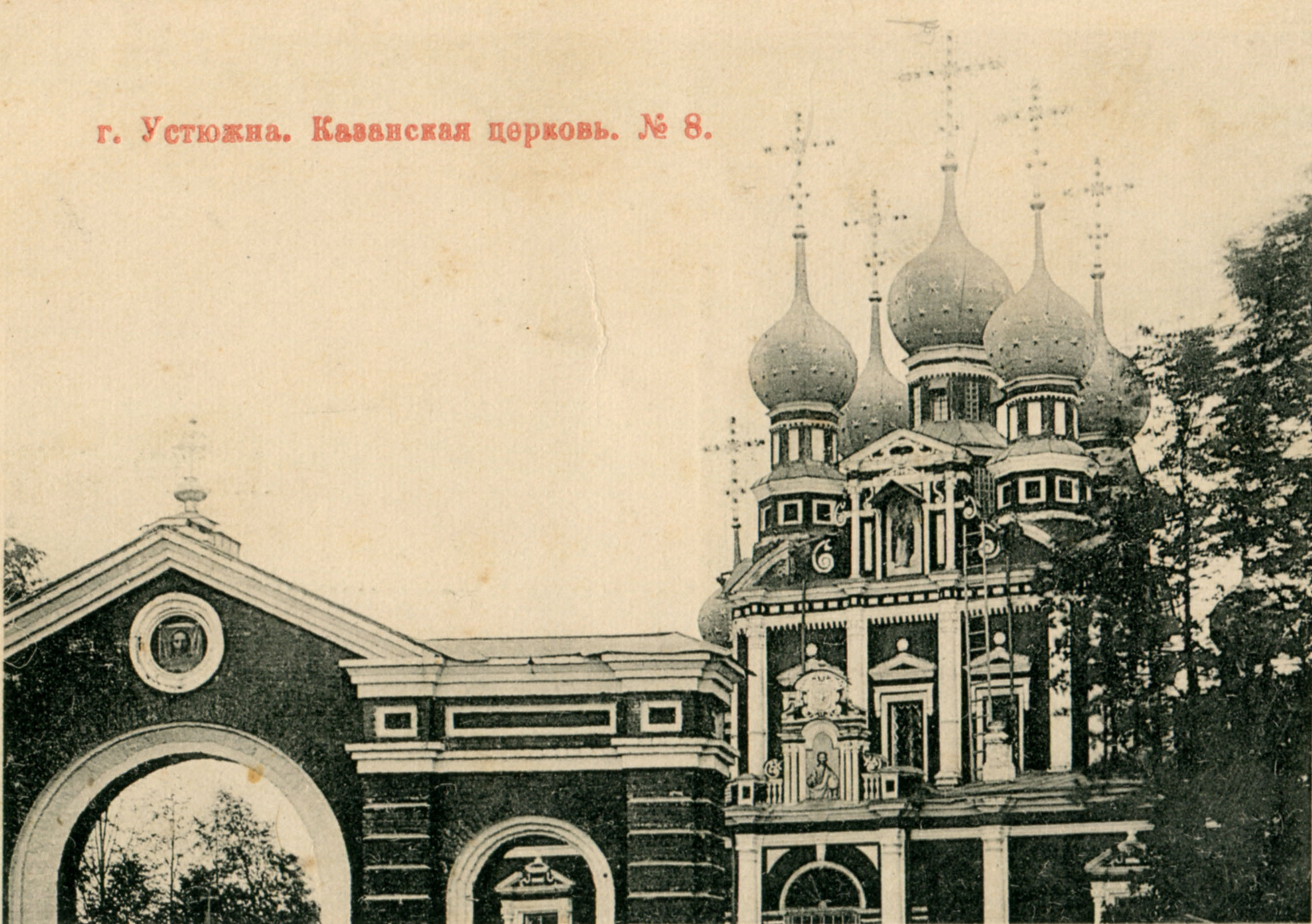
Казанская церковь на открытке магазина Грейвер начала XX века

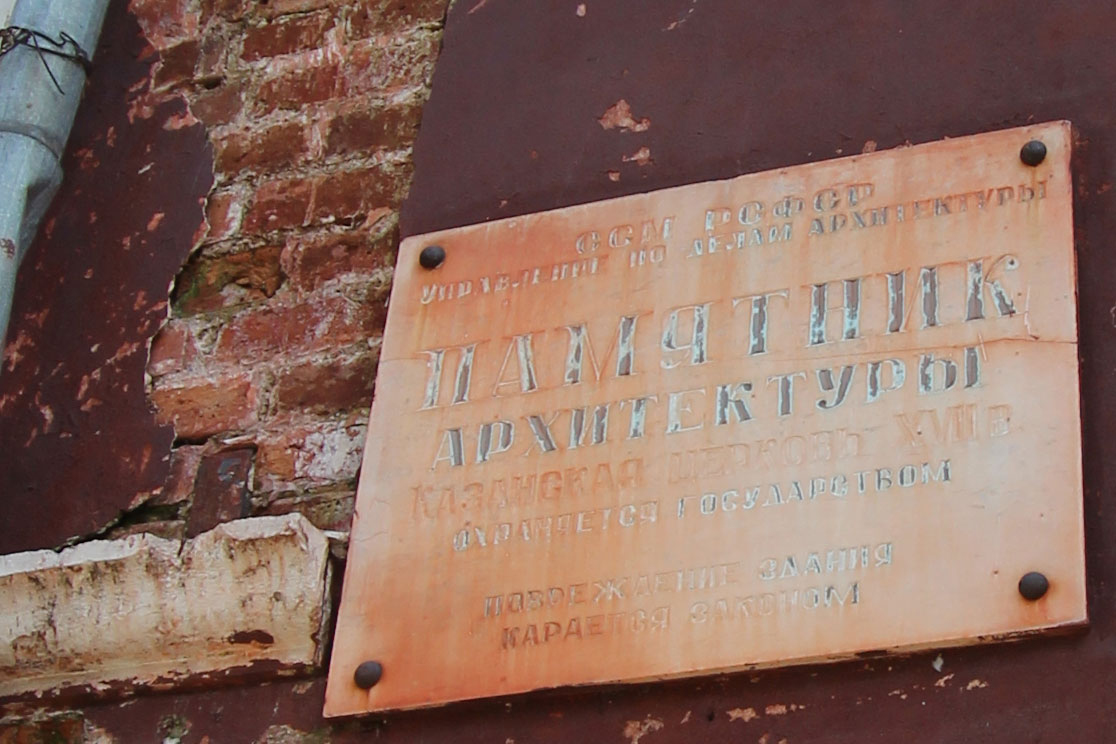
Табличка на здании церкви о постановке на государственную охрану

После 1917 года храм продолжал действовать, закрыли его только в 1937 году. После этого 6 лет в церкви находился склад, но уже в 1943 году службы в храме возобновили, и больше он не закрывался. В 1960 году комплекс церкви был признан памятником архитектуры республиканского значения и поставлен под государственную охрану. В 1970-х годах Казанская церковь прошла капитальный ремонт, а колокольня была выпрямлена; работы были организованы приходом под руководством протоиерея В. Ф. Рассказовского. К 1990-м же годам состояние церкви вновь стало вызывать опасения: на 1993 год из-за ошибок в устройстве отмостки кирпичная кладка отсырела и просолилась, местами до сводов, что привело к отслаиванию левкаса с фресками, также вопросы вызывала окраска Антипьевского придела масляной краской. Колокольня снова начала заваливаться, а площадку звона регулярно заливало.

Вид церкви и колокольни 1 апреля 1993 года
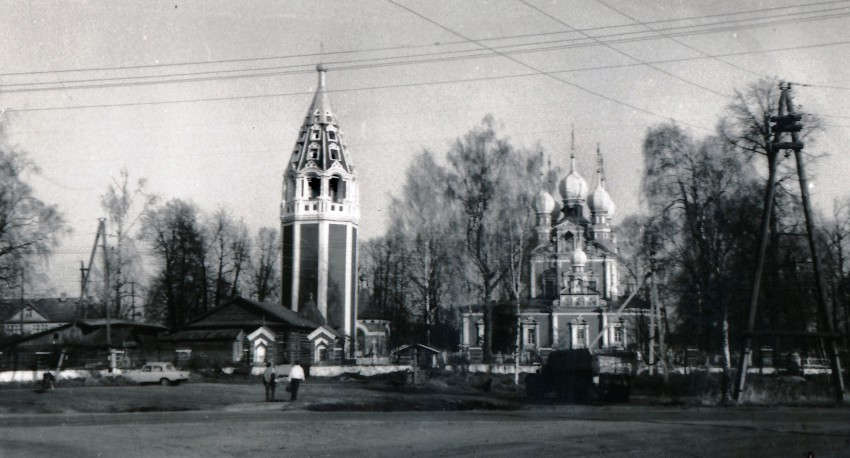
Общий вид комплекса
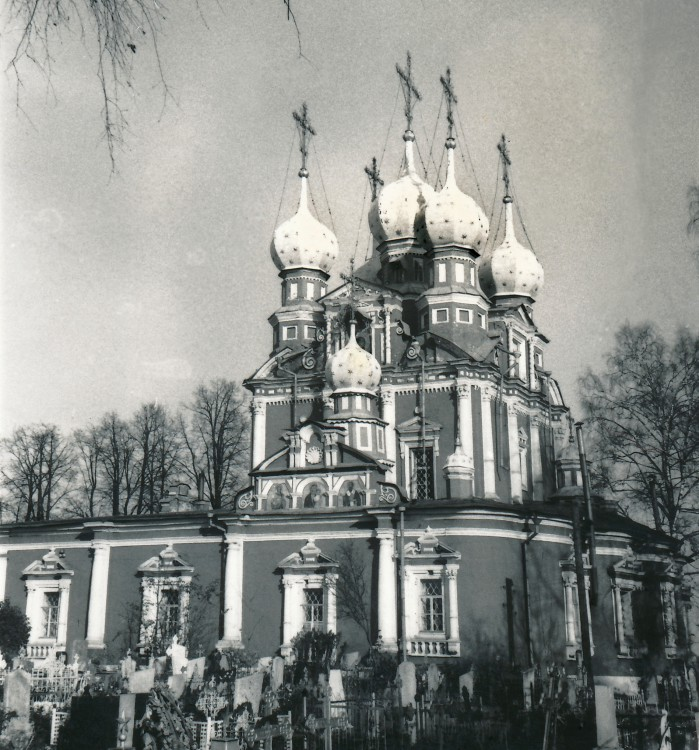
Церковь
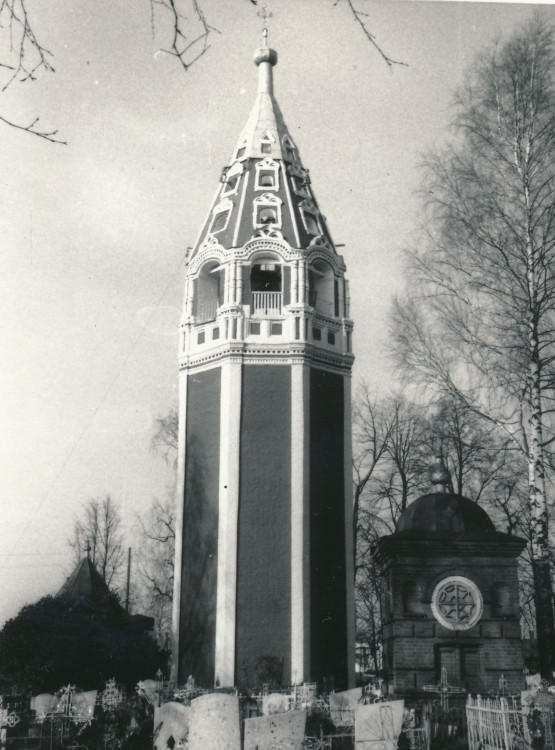
Колокольня

Указом президента России от 20 февраля 1995 года ансамбль церкви был признан объектом культурного наследия федерального значения. Тогда же, в середине 1990-х годов, под руководством Сергея Павловича Белова интерьерные росписи церкви были снова отреставрированы.

## Описание
Храм Казанской иконы Божией Матери расположен в Устюжне по адресу улица Гагарина, дом 7. Он стоит на высоком берегу реки Мологи, на восточном конце бывшей Большой Московской улицы (ныне улица Карла Маркса), на оси этой улицы, аналогично Рождество-Богородицкому собору, вместе с которым они закрывают обе перспективы улицы. Храмовый комплекс окружён Казанским кладбищем и состоит из собственно храма и колокольни.
На 2022 год храм действует как православный, в нём имеется три престола: помимо основного, Казанской иконы Божией Матери, в приделах располагаются престолы Антипы Пергамского и Екатерины Александрийской. Приход церкви относится к Устюженскому благочинию Череповецкой епархии Московского патриархата. В церкви хранятся мощи преподобного Евфросина Синеозерского.

### Церковь
Казанская церковь по стилю резко отличается от других храмов Устюжны и относится специалистами к так называемому строгановскому барокко — стилю, ссылающемуся в оформлении фасадов к традициям итальянской барочной архитектуры, но сохраняющему основные элементы русского церковного зодчества. Церковь венчает традиционное пятиглавие; гранёные луковичные купола окрашены в голубой цвет и покоятся на восмигранных двухъярусных барабанах, при этом световым является только центральный барабан. Все барабаны обработаны массивными прямоугольными филёнками и окаймлены карнизами сложного профиля. На верхушках куполов установлены «процветшие» кресты. Основной объём храма представляет собой квадратный в плане бесстолпный четверик, сложенный из кирпича и опоясанный по периметру карнизом с крупными зубцами и филёнками. Все четыре фасада завершены разорванным лучковым фронтоном, имеющим в центре киот, накрытый щипцом. В киоте западного фронтона размещена резная, увенчанная пальметтой белокаменная рама с фреской, изображающей Казанскую икону Божией Матери. К северному и южному фасадам четверика пристроены невысокие одноэтажные приделы, связанные по восточному и западному фасадам трапезной и кладовой и в целом образующие подобие стилобата. Оба придела увенчаны схожими по виду луковичными главками, стоящими на восьмигранных барабанах, причём глава северного придела выполнена из крупного кирпича, в то время как более поздняя глава южного представляет деревянный каркас, связанный со стропилами и обшитый кровельным железом.

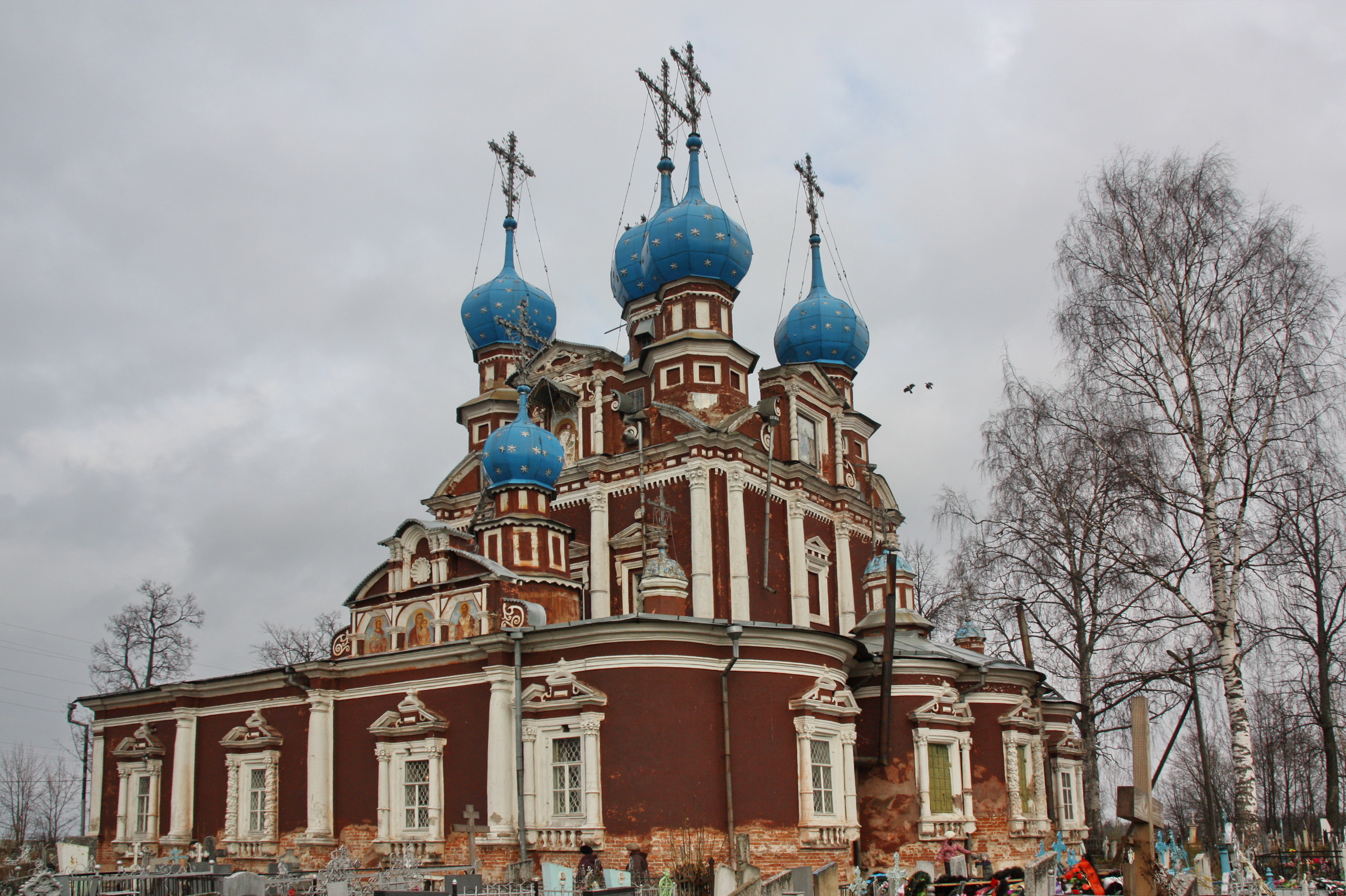
Общий вид церкви с востока
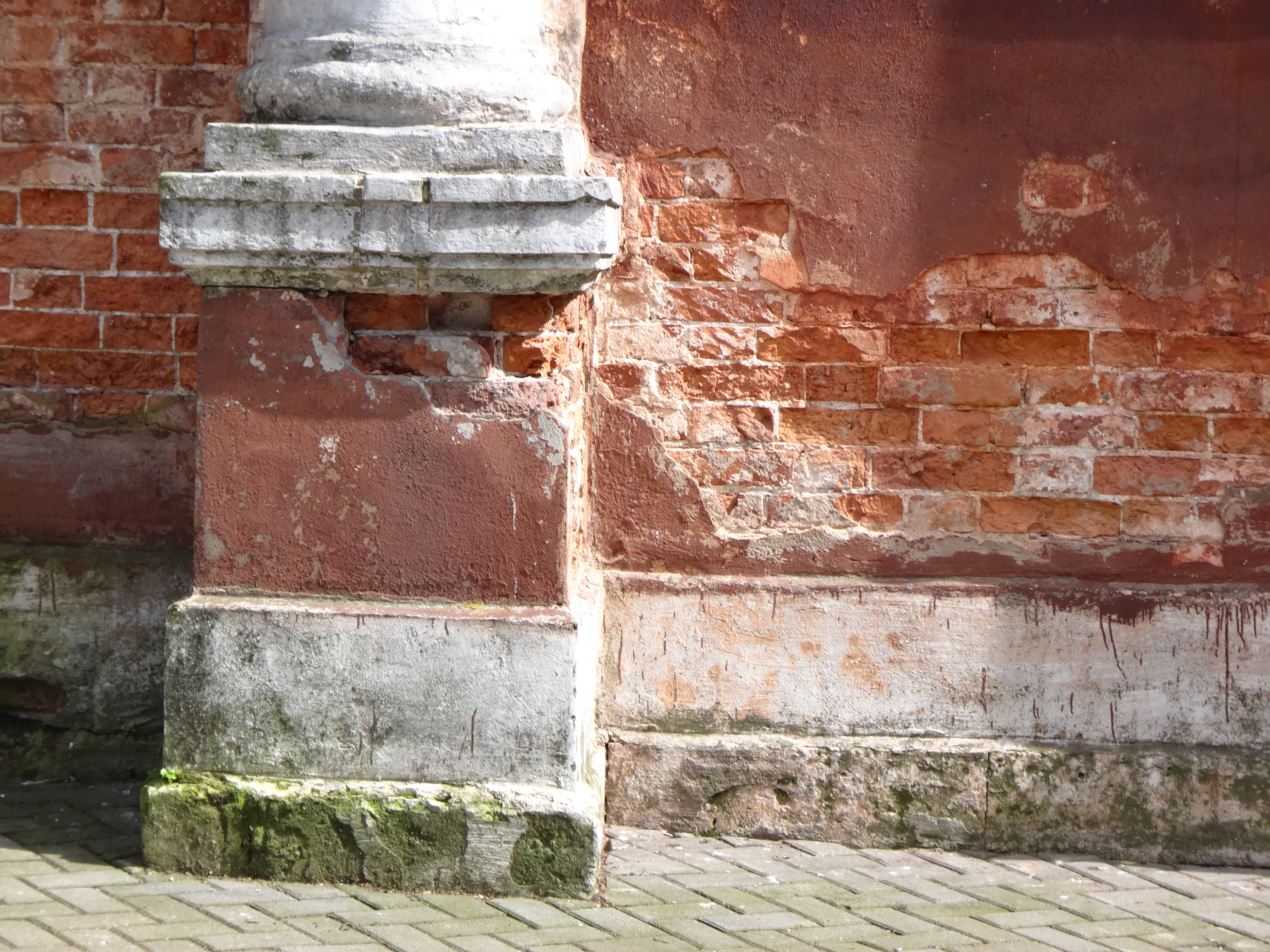
Отслоение штукатурки на фасаде около фундамента, видна засоленная кирпичная кладка
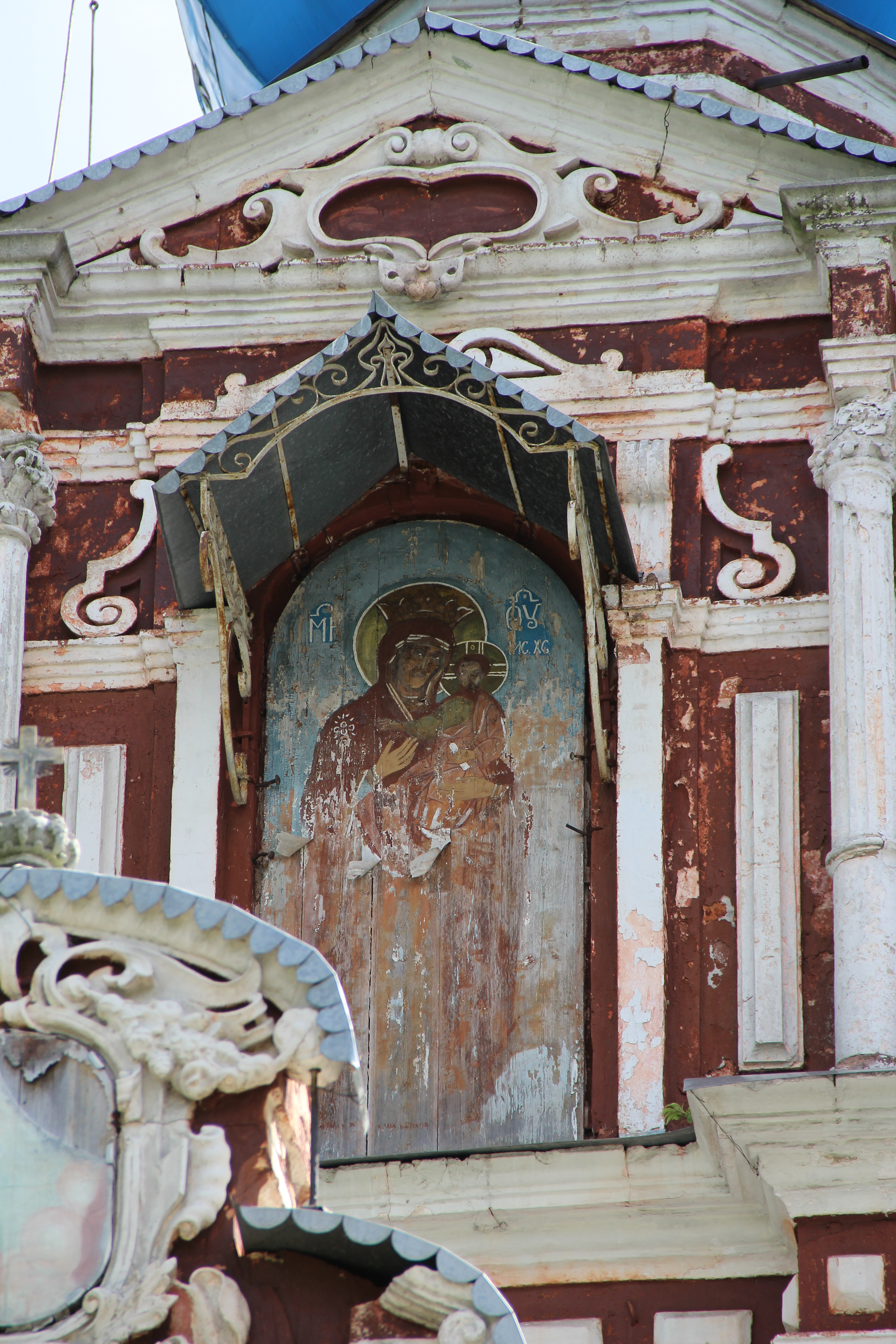
Фреска Казанской Богоматери в западном фронтоне

Стены церкви снаружи окрашены тёмной красно-коричневой краской «под кирпич», что ярко выделяет белокаменные элементы архитектурного оформления. Фасады четверика украшены полуколоннами, завершёнными резными капителями, завершающие же фасады фронтоны украшены витыми колоннами, карнизами сложного профиля и резными волютами. Окна оформлены составными наличниками, также белокаменными, состоящими из полуколонн и сложного сандрика. Полуколонны некоторых наличников выполнены по образцу коринфского ордера, некоторые же — резные наборные, оформленные на мотив виноградной лозы. Сандрики выполнены в виде прерванного фронтона, аналогичного завершающим фасады, причём эти выполненные на западный манер фронтоны завершены миниатюрными луковичными главками. Аналогичными оконным резными колоннами, стилизованными под виноградную лозу, декорирован западный вход.
Интерьерные росписи храма и паперти имеют явные связи с ярославской иконописной школой первой четверти XVIII века, но при этом имеют заметное количество нововведений. В цветовой гамме преобладают коричневый, синий и тёмно-зелёный цвета. Роспись выполнялась по сырой штукатурке, но, в силу большого количества деталей, мастера завершали работу уже по высохшей штукатурке, используя клеевые краски. В куполе барабана храма по традиции изображён Христос Вседержитель. На стенках двусветного фонаря размещены круглые клейма с ликами праотцов, пророков и херувимов. Сомкнутый свод расписан сюжетами праздников: «Рождество Пресвятой Богородицы», «Введение во храм Пресвятой Богородицы», «Сретение Господне», «Богоявление», «Преображение Господне», «Сошествие Святого Духа» и «Распятие».

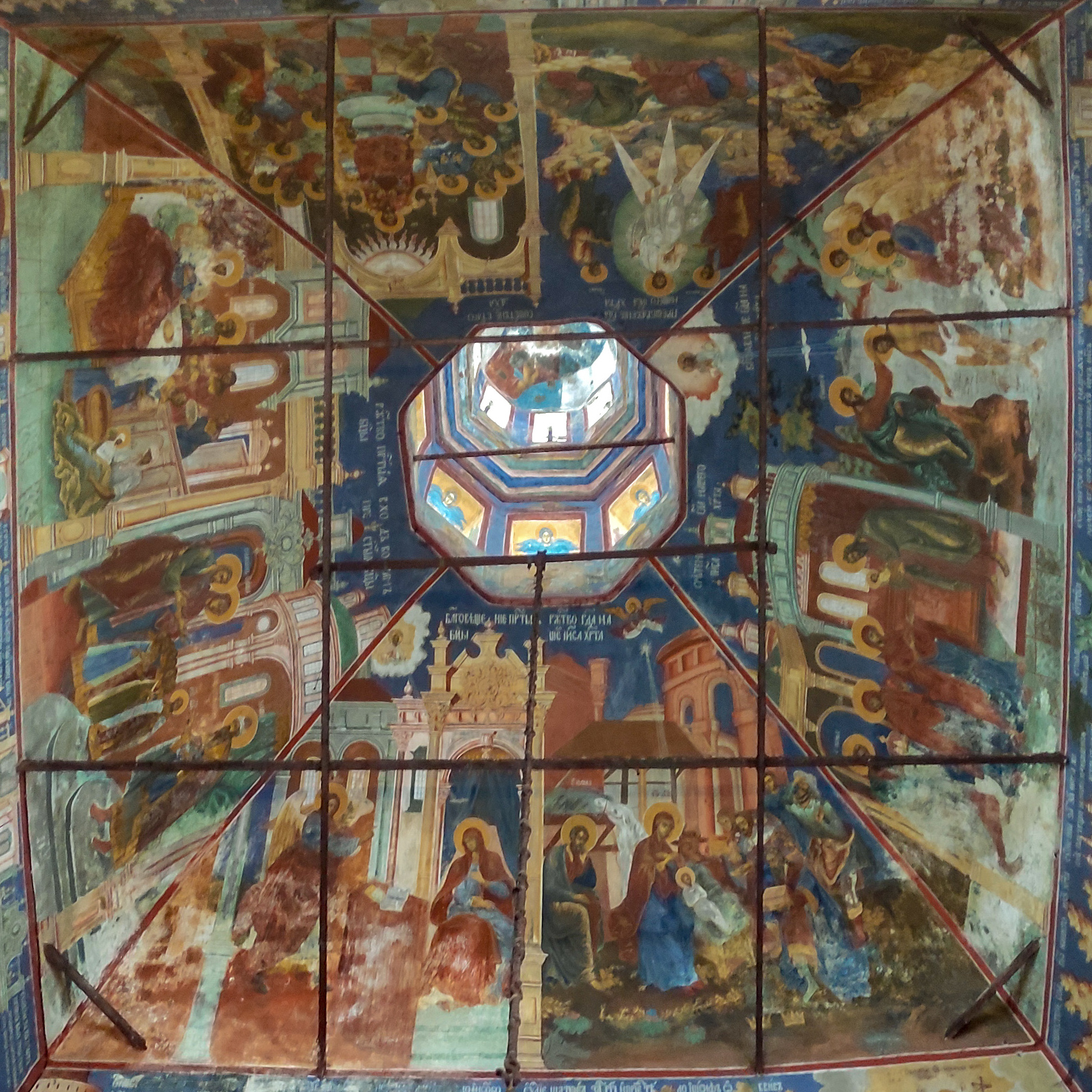
Росписи свода
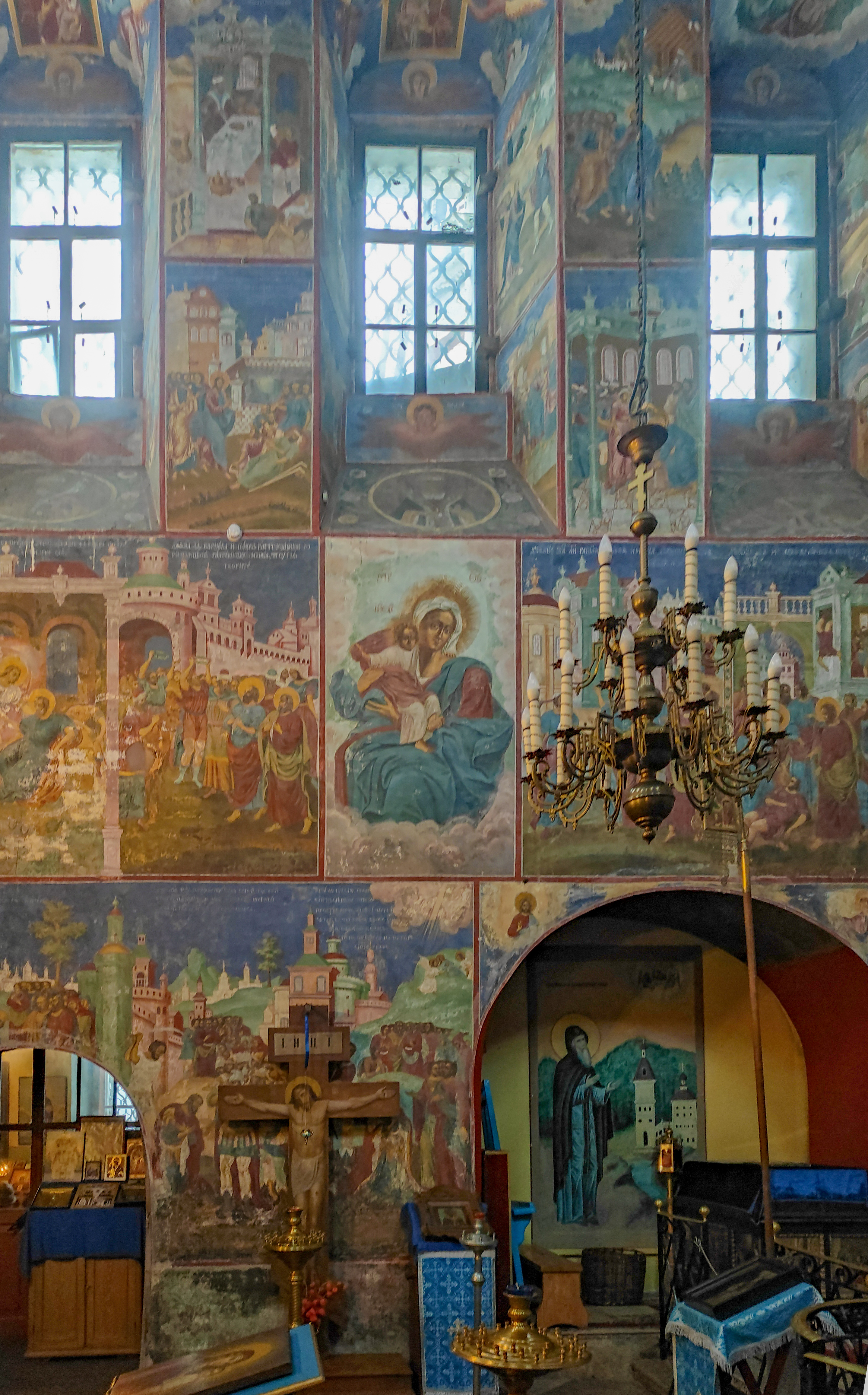
Участок стены с росписями
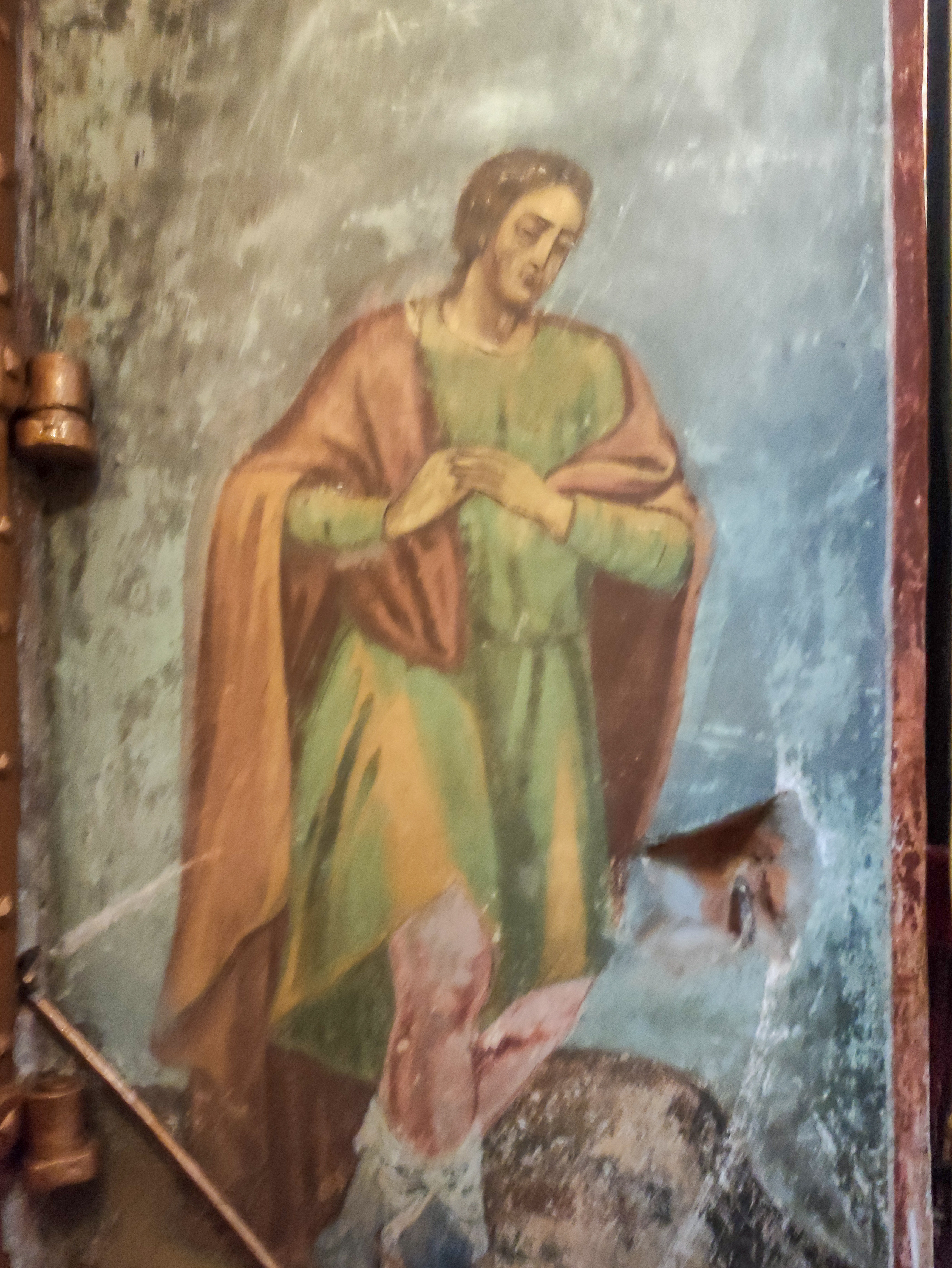
Изображение молодого Григория Строганова
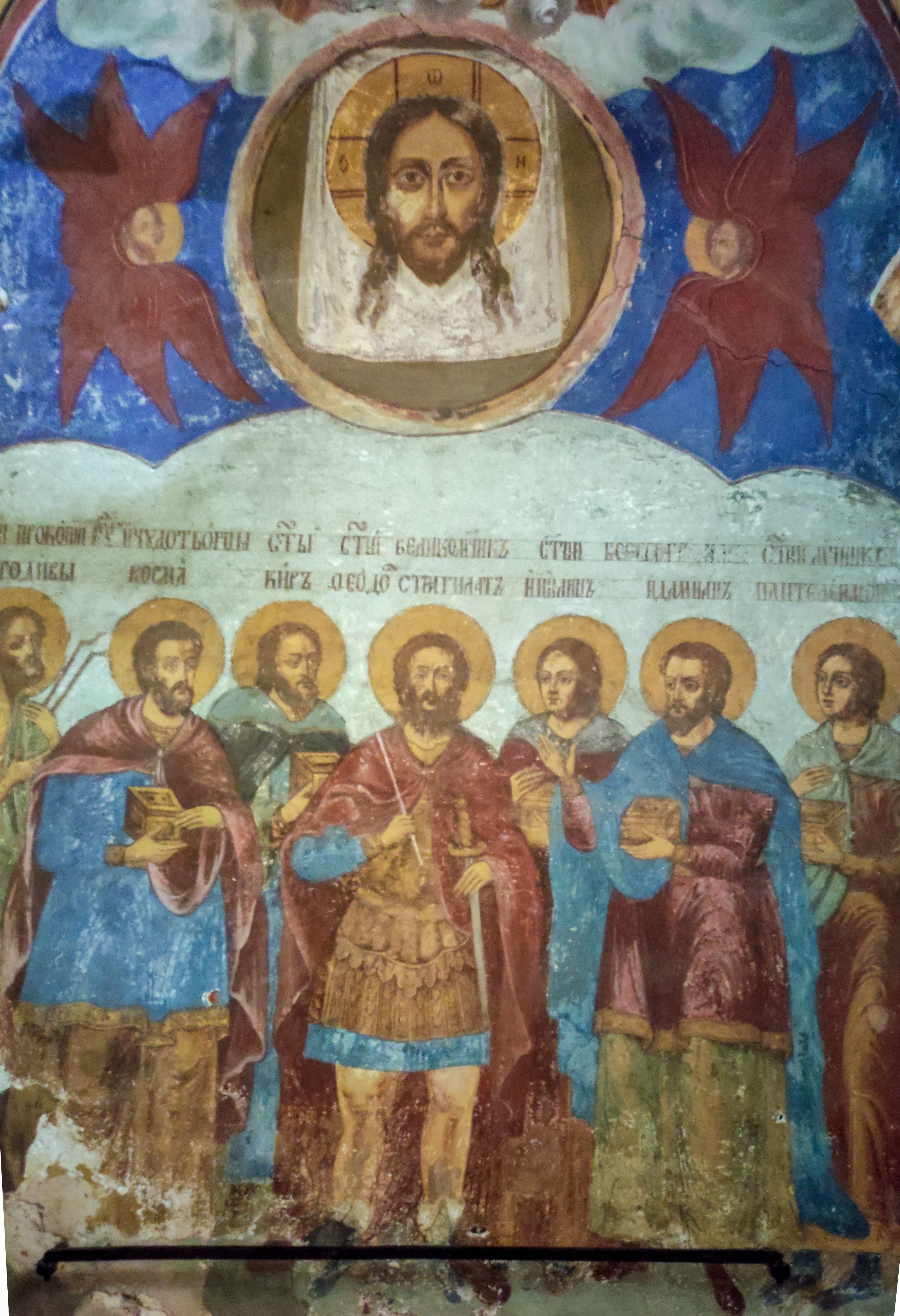
Спас Нерукотворный
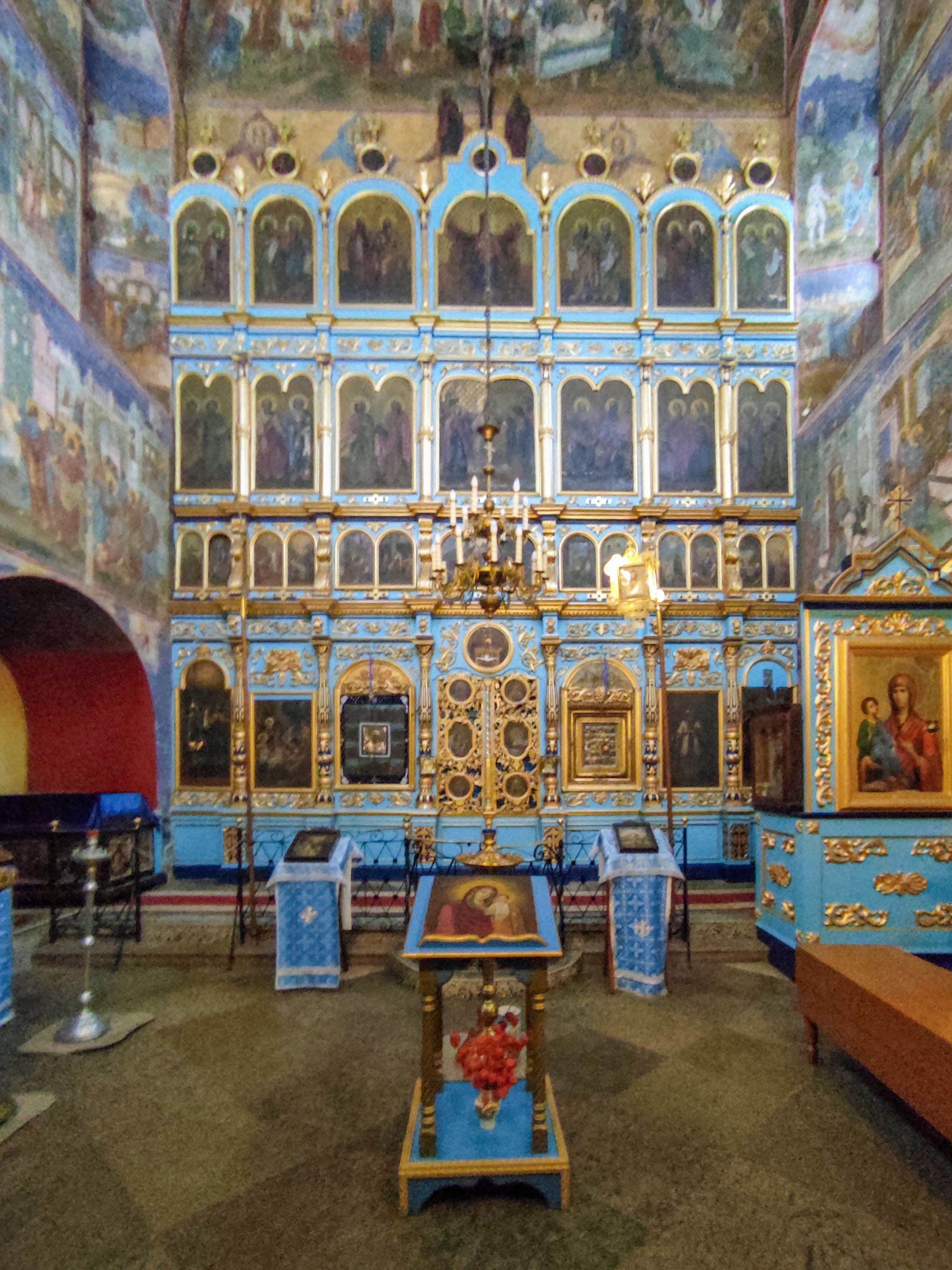
Иконостас

Настенные росписи четверика разделены на пять ярусов. Верхние три яруса расписаны фресками на христологические темы. Самый верхний, расположенный в основании свода, посвящён Страстям Христовым: от «Моления о чаше» на западной стене до «Уверения Фомы» на юго-восточной. Второй и третий ярусы посвящены земной жизни Христа и его деятельности в качестве учителя, причём рассказ ведётся преимущественно посредством притч, таких как «Искушение Христа» (с которой на южной стене начинается цикл), «Притча о талантах», «Притча о виноградарях», «Притча о брачном пире», «Притча о рабе немилостивом», «Притча о богаче и Лазаре», «Притча о блудном сыне»; завершается это сюжетом «Явление Христа Луке и Клеопе в пути». Эти два яруса перемежаются окнами, в перемычках которых написаны изображения Саваофа, Христа-Эммануила и различные версии образов Богоматери. Четвёртый сверху ярус посвящён деяниям апостолов, причём композиции перемежаются более крупными вставками на общехристианские темы: «Спас Нерукотворный», «Богоматерь с младенцем» и «Предста Царица». Нижний ярус росписей представляет житие Великомученицы Екатерины от крещения и до казни. Своды северной стены украшены списками явленных икон Божией Матери, а над западным порталом написана Ветхозаветная Троица.
С двух сторон от входа, в портале, написаны два изображения Георгия Строганова: на северном откосе портала он представлен юношей, склонившимся в молитве, на южном же — богатым старцем, смотрящим на престол храма; одной рукой он указывает на юношу, а другая простёрта в просящем жесте, что традиционно для ктиторского изображения. Обе фигуры не имеют нимба; их изображение отсылает к легенде о строительстве Строгановым храма по юношескому обету. В росписи паперти правая сторона — от входного портала до входа в Антипьевский придел — расписана сценами Страшного суда, противоположная — сценами Дней творения. Восточная пара пилонов украшена фресками «Покров», «Изгнание из рая» и сценами истории о Каине и Авеле. На южном пилоне изображён ангел со свитком, записывающий имена входящих, а напротив него, на северном пилоне, — «Ангел Карающий», с мечом в руке.
Свод алтаря расписан на тему песнопения «Сущую Богородицу тя величаем», под сводом в центре написана «Богоматерь на престоле» с предстоящими святыми Василием и Дарией, по именам заказчиков росписи — супругов Козляниновых. Фрески в жертвеннике и диаконнике сильно повреждены и сохранились только частично: в жертвеннике осталась фреска с жертвенным агнцем в дискосе и изображение Василия Великого, а в диаконнике — «Тайная вечеря» и изображение Николая Чудотворца.
Центр местного главного иконостаса занимает явленная икона Казанской Божией Матери клеймами. Несмотря на оригинальность, икона подверглась многочисленным и грубым поновлениям, поэтому исторической и художественной ценности не представляет.

### Колокольня

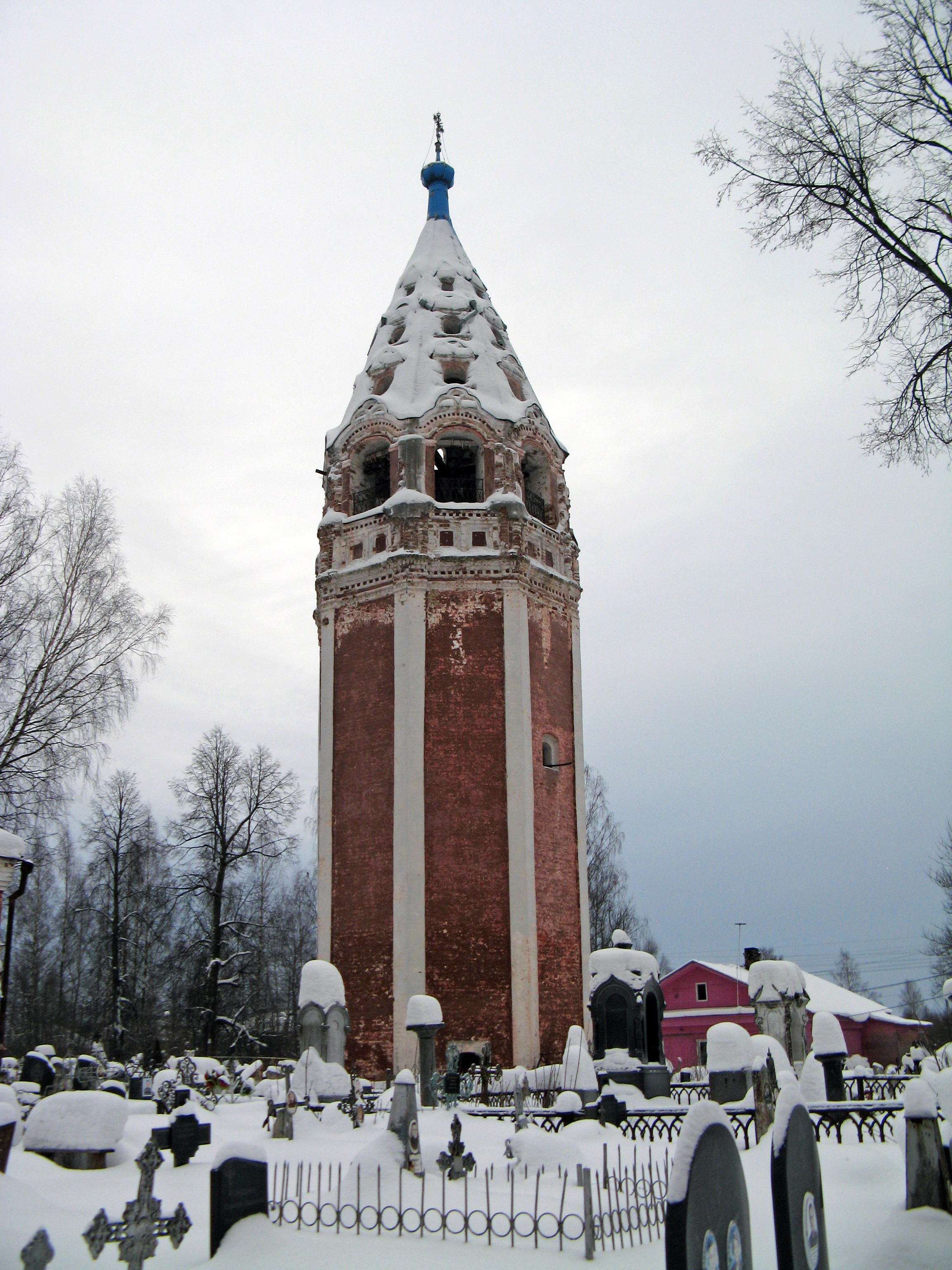
Колокольня в январе 2022 года

В 23 метрах к юго-западу от юго-западного угла церкви расположена отдельно стоящая шатровая колокольня. Несмотря на свою стилистическую похожесть, она отличается от церкви малым разнообразием элементов декоративного оформления, которые многократно повторены в разных формах. Например, имеется несколько видов окон, присутствующих как в большом размере, так и в более мелком на другом ярусе. Аналогично ныне утраченной колокольне Рождество-Богородицкого собора колокольня Казанской церкви увенчана шатром с тремя ярусами слухов.

## Оценки и влияние
Церковь признана ценным памятником архитектуры и находится под государственной охраной с 1960 года, статус подтверждён указом президента России в 1995 году. Это один из пяти существующих памятников архитектуры в стиле строгановского барокко, наиболее близкий по виду к Смоленской церкви в Гордеевке, причём многие архитектурные элементы последней выполнены с бо́льшим мастерством, чем в Казанской церкви. При этом имя архитектора, создавшего проект храма неизвестно, предположительно им был крепостной Степан Дементьевич Нарыков, долгое время обучавшийся художествам за границей. Многие характерные черты этой и других строгановских построек были развиты в русской архитектуре XVIII века; например, в работах Андрея Квасова и Бартоломео Растрелли присутствует развитие идеи трёхчастных разорванных фронтонов, украшающих Казанский храм; также общей является пластическая декорация фасадов на основе ордера с выступающими рельефными колоннами и раскрепованным антаблементом.
Отдельно искусствоведы отмечают ценность фресок Казанской церкви. Выполненные в середине XVIII века, они оказались на стыке ярославской иконописной традиции, от которой мастера взяли заметную часть сюжетов, и более поздних стилей русской живописи. Видно влияние и гравюр Библии Пискатора как иконографического источника. В то же время встречаются в росписи храма и новые сюжеты, разработанные, по-видимому, самими братьями Шустовыми в процессе работы: например, цикл жития Святой Екатерины не имеет более ранних аналогов в ярославской иконографии. Заметным отличием является и то, что в то время как более ранние фрески концентрируются на «божественном», для чего в том числе выбиралось сочетание светлой охры с голубцом, фрески Казанского храма более «земные». Выросла по сравнению с предшественниками и занимательность росписи; живопись приобрела многоплановость и ортогональность, с проработкой мелких деталей на разных планах уже клеевыми красками после того как штукатурка высохла. При этом часто в качестве образца для деталей картин используются образы, известные в народном быту. Всё это приближает фрески к барочной живописи.
Казанская церковь является последней, где фрески выполнены в традиционной для ярославской школы технике: по влажной штукатурке водяными красками с последующей проработкой мелких деталей темперой по-сухому. Всё это в целом делает интерьерные росписи едва ли не более ценными, чем внешнее убранство Казанского храма. В силу этого, а также плохого состояния здания, с 2020 года Санкт-Петербургской Академией художеств проводится ежегодная студенческая практика по копированию интерьерных росписей собора, где, помимо знакомства с традиционным стилем древнерусской росписи, студенты помогают сохранять ценные образцы фресковой живописи для будущих поколений. Академия художеств планирует в течение нескольких лет завершить снятие копий со всех фресок церкви.